# Avrillé, Vendée
Avrillé là một xã của tỉnh Vendée trong vùng Pays de la Loire, Pháp. Xã này có diện tích 25,03 km², dân số năm 2006 là 1081 người. Xã này nằm ở khu vực có độ cao từ 2-64 mét trên mực nước biển.
Danh xưng dân địa phương trong tiếng Pháp là Avrillais .

## Biến động dân số
| Năm | 1962 | 1968 | 1975 | 1982 | 1990  | 1999  | 2006  |
| --- | ---- | ---- | ---- | ---- | ----- | ----- | ----- |
| Dân số | 819  | 856  | 912  | 940  | 1 004 | 1 008 | 1 081 |
| From the year 1962 on: No double counting—residents of multiple communes (e.g. students and military personnel) are counted only once. |      |      |      |      |       |       |       |